# Halböl

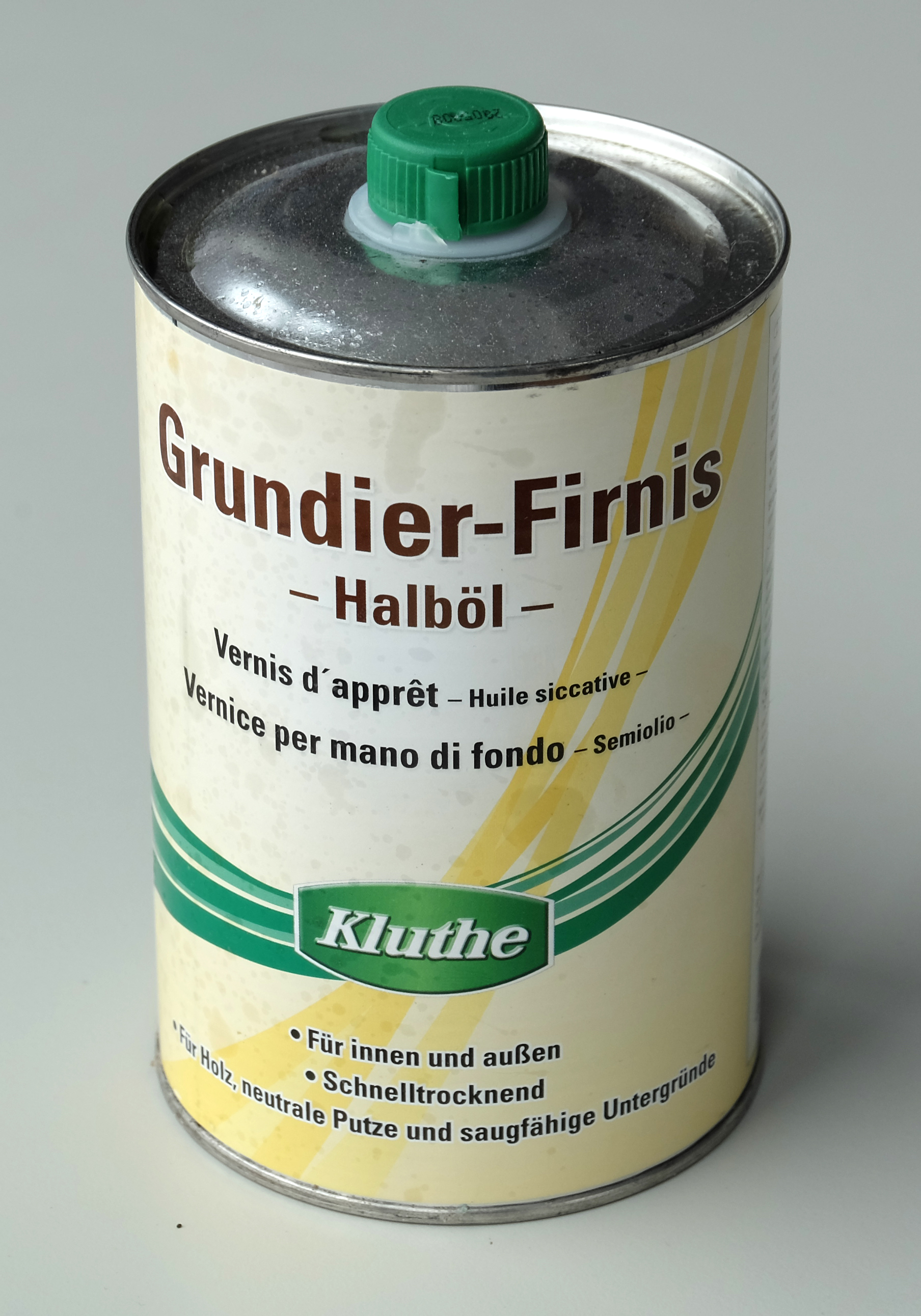
Halböl

Halböl oder Grundieröl ist eine Mischung, die zu gleichen Teilen aus Leinölfirnis und Terpentinöl besteht, eventuell verdünnt mit Ethanol.  Es wird als Grundierung für Holz, Kork, Naturstein, Terracotta und neutrale Putze oder zum Auffrischen alter Holzoberflächen verwendet.  Halböl dringt tiefer ein als reiner Leinölfirnis, jedoch nicht so tief wie Leinöl.
Im traditionellen Tischlerhandwerk ist es üblich, jedes Holzprodukt vor Verlassen der Werkstatt mit Halböl zu streichen. Dazu wurden früher Pinsel aus der Rinde der Linde verwendet, die nach Wässerung so lange mit einem Hammer bearbeitet wurden, bis sich am Ende ein Pinsel ausbildet. Die Behandlung mit Halböl erfolgt prinzipiell nach allen anderen Bearbeitungsschritten, weil die Klebfähigkeit des Holzes nach der Halbölbehandlung stark vermindert ist. Bis zur Ölbehandlung sind fast alle Holzoberflächen stark schmutzempfindlich, das Halböl fixiert die Oberfläche bis in einige Millimeter Tiefe gut gegen Schmutz und bildet eine Grundlage für eventuelle Farbanstriche. Ohne Halböl ist Holz nur bedingt für Farbanstriche geeignet, da die Saugfähigkeit sehr stark ist und nur wenige Farben darauf ausgelegt sind. Werkzeuge, Gebrauchsgegenstände und andere wenig beanspruchte Oberflächen werden oft nur mit Halböl behandelt. Diese Behandlung stellt jedoch weder vorbeugenden noch bekämpfenden Holzschutz gegen Schädlinge dar. Das Beizen von Holz erfolgt üblicherweise vor einer Behandlung mit Halböl. Durch Halböl wird die Struktur von Holzoberflächen meist betont, sie wird auch meist etwas dunkler.
Es ist verbreitet, dass auch Gemische von Ölen, die für die Anwendung auf Oberflächen geeignet sind, als „Halböle“ bezeichnet werden, wenn Ölmischung und Verdünnung den gleichen Anteil aufweisen. So wird das Terpentinöl heutzutage meist durch Terpentinersatz (Testbenzin) ersetzt.
Halböle sind feuergefährlich und neigen zur Selbstentzündung durch Oxidation und Polymerisation. Getränkte Textilien („Putzlappen“) und Späne (Holz) sind so zu verwahren/entsorgen, dass Brände vermieden werden.